# El expreso de Shanghai
El expreso de Shanghai es una película estadounidense de 1932 precódigo dirigida por Josef von Sternberg y protagonizada por Marlene Dietrich, Clive Brook, Anna May Wong y Warner Oland. Fue escrita por Jules Furthman, basada en una historia de 1931 de Harry Hervey. Fue la cuarta de las siete películas que von Sternberg y Dietrich hicieron juntos. 
El expreso de Shanghai fue lanzada durante la Gran Depresión. La película fue un gran éxito entre el público, recaudando 3,7 millones de dólares en sus proyecciones iniciales solo en los Estados Unidos, convirtiéndose en el mayor éxito financiero de las colaboraciones de Dietrich-von Sternberg, y fue la película de mayor recaudación de 1932, superando a la estelar Grand Hotel. 
El expreso de Shanghai tuvo posteriormente remakes como Night Plane from Chungking (1942) y Peking Express (1951).

## Argumento
En 1931, China se ve envuelta en una guerra civil. Los amigos del capitán británico Donald "Doc" Harvey (Clive Brook) lo envidian porque la fabulosa y notoria Shanghái Lily (Marlene Dietrich) es una compañera de pasaje en el tren expreso de Pekín a Shanghái. Debido a que el nombre no significa nada para él, le informan que ella es una "montaña rusa" o una "mujer que vive de su ingenio a lo largo de la costa china", en otras palabras, una cortesana. En el viaje, Harvey se encuentra con Lily, quien resulta ser su antigua amante, Madeline. Cinco años antes, ella le había jugado una mala pasada a Harvey para evaluar su amor por ella, pero fue contraproducente y él la abandonó. Ella le informa francamente que, mientras tanto, "hizo falta más de un hombre para cambiar mi nombre a Shanghai Lily". Cuando Lily deja en claro que todavía se preocupa profundamente por él, se hace evidente que los sentimientos de él tampoco han cambiado cuando, inadvertidamente, ve el reloj que le entregó con su fotografía. 
Entre los otros pasajeros se encuentran Hui Fei (Anna May Wong), la compañera de Lily; el misionero cristiano Mr. Carmichael (Lawrence Grant), quien al principio condena a las dos "mujeres caídas"; el jugador empedernido Sam Salt (Eugene Pallette); el comerciante de opio Eric Baum (Gustav von Seyffertitz); la señora de la pensión Haggerty (Louise Closser Hale); el oficial francés mayor Lenard (Émile Chautard) y un misterioso euroasiático, Henry Chang (Warner Oland). 
Los soldados del gobierno chino suben a bordo del tren para comprobar los pasaportes y detienen a un agente rebelde de alto rango. Chang se dirige a una oficina de telégrafos y envía un mensaje codificado. Más tarde, el tren es detenido y tomado por el ejército rebelde y su poderoso señor de la guerra, que resulta ser Chang. Chang comienza a interrogar a los pasajeros, buscando a alguien lo suficientemente importante como para cambiarlo por su valioso ayudante. Encuentra lo que quiere en Harvey, quien está de viaje para realizar una cirugía cerebral al Gobernador General de Shanghái. Chang se ofrece a llevar a Shanghái Lily a su palacio, pero ella afirma que se ha reformado. Cuando Chang se niega a aceptar su respuesta, Harvey lo interrumpe y derriba. Como Chang necesita a Harvey vivo, traga (pero no olvida) el insulto. Chang entonces lleva a Hui Fei con él a sus aposentos, donde la fuerza. 
El gobierno libera al hombre de Chang, pero Chang decide cegar a Harvey por su insolencia. Por amor, Lily se ofrece a cambio de la liberación segura de Harvey. Harvey no se da cuenta del peligro que corre y de la razón de Lily para ir con Chang. Entonces Chang es apuñalado hasta la muerte por Hui Fei, quien le cuenta a Harvey lo que ha ocurrido. Encontrando a Lily, el trío sube al tren y parte antes de que se descubra el cuerpo. El misionero Carmichael, confiando en sus instintos, intenta persuadir a Lily para que revele la verdad de que salvó a Harvey. Ella insiste en que no ilumine a Harvey porque el amor debe ir de la mano de la fe. Cuando el tren finalmente llega a Shanghái de manera segura, Lily le ofrece incondicionalmente su amor a Harvey, pero exige lo mismo a cambio. Harvey finalmente se rompe y la abraza.

## Reparto

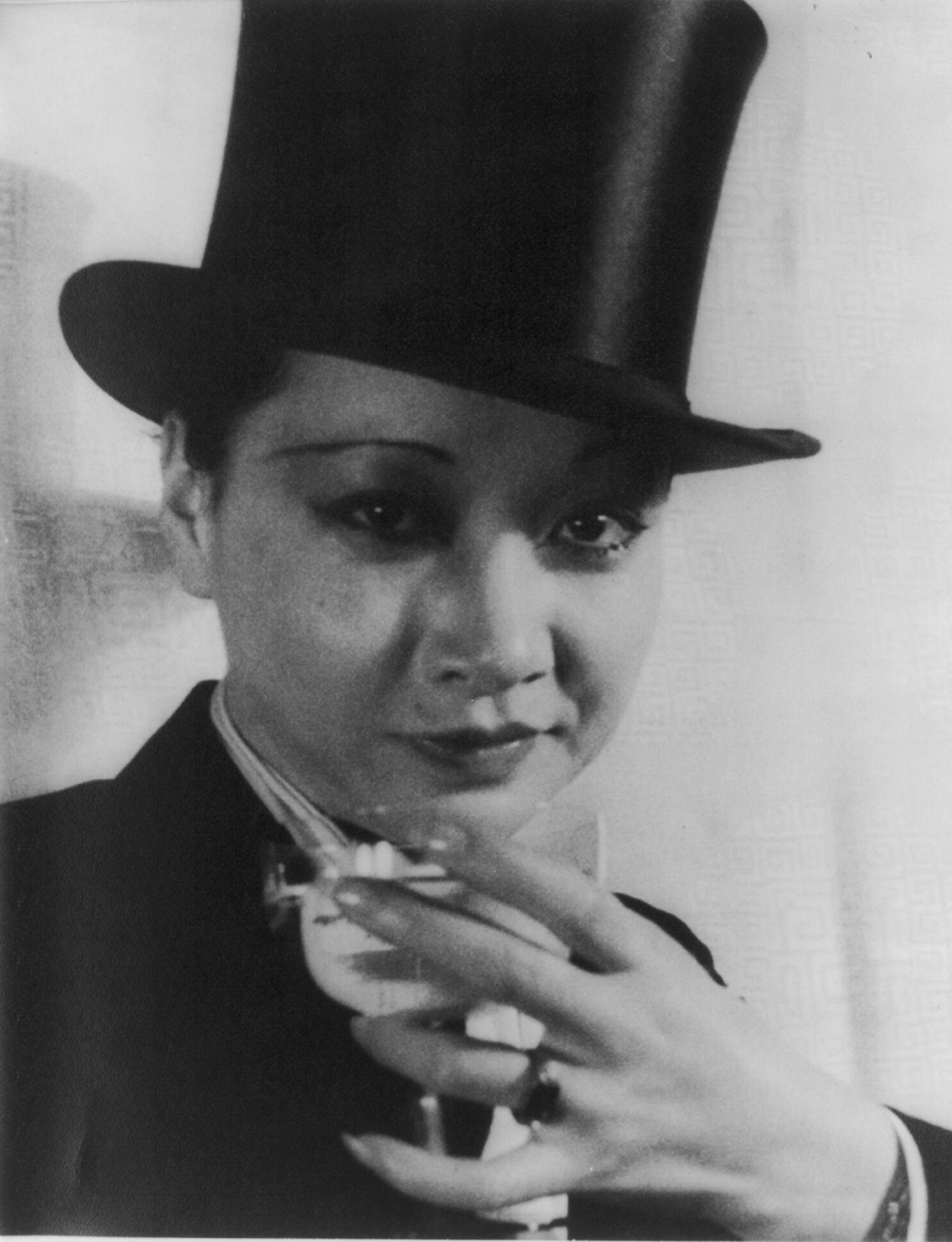
Anna May Wong en 1932.

- Clive Brook como el capitán Donald "Doc" Harvey.
- Marlene Dietrich como Shanghái Lily / Madeline.
- Anna May Wong como Hui Fei.
- Warner Oland como Henry Chang.
- Lawrence Grant como el reverendo Carmichael.
- Eugene Pallette como Sam Salt.
- Gustav von Seyffertitz como Eric Baum.
- Louise Closser Hale como la Sra. Haggerty
- Emile Chautard como el mayor Lenard.

## Producción
Aunque la acción tiene lugar en China, hubo pocos actores chinos en la producción. El rodaje duró de agosto a noviembre de 1931, y El expreso de Shanghai fue estrenada en 1932.
La película está basada en la historia de Henry Hervey "Sky Over China", también conocida como "China Pass", que a su vez está basada libremente en un incidente ocurrido el 6 de mayo de 1923, cuando un señor de la guerra de Shandong capturó el tren expreso de Shanghái a Pekín y tomó como rehenes a 25 occidentales y 300 chinos. Todos los rehenes fueron liberados tras el pago del rescate exigido,: 120–130  incluida Lucy Aldrich, una filántropa estadounidense. A los jefes de la Paramount les preocupaba que la Oficina Hays vigilara de cerca la película debido a la representación del reverendo Carmichael y de la revolución china.
La historia también incluye elementos del cuento "Bola de sebo" de Guy de Maupassant en el contexto de los viajeros detenidos en un país en guerra y una mujer obligada a acostarse con el comandante al cargo. Sin embargo, se modifica el desenlace ya que, mientras libera a los viajeros, la mujer asesina al comandante y sus compañeros de viaje cambian su actitud hacia ella.

## Recepción

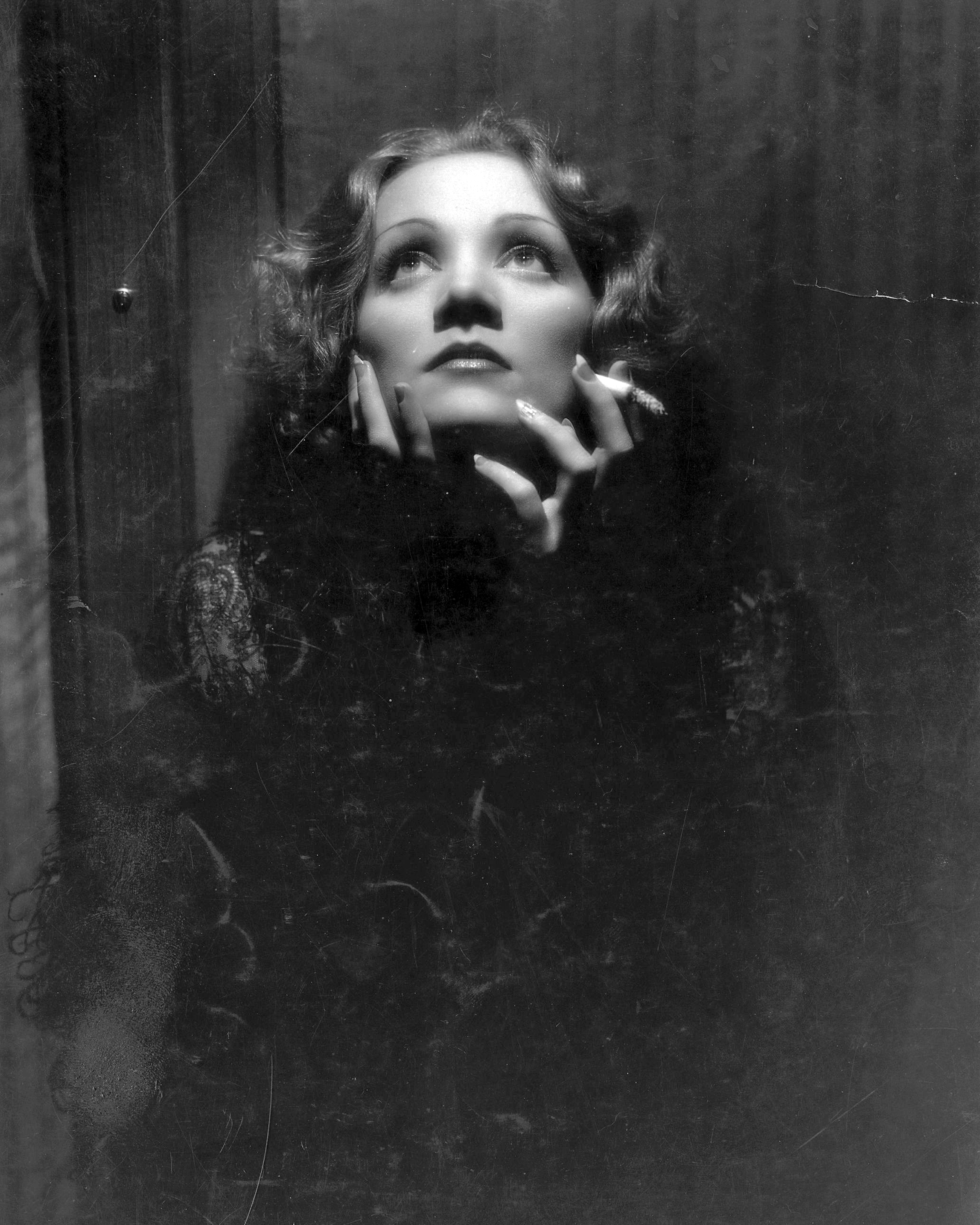
Marlene Dietrich en una foto promocional de El expreso de Shanghai.

Shanghai Express fue apodada la "Gran Hotel sobre ruedas". La película fue elogiada por Mordaunt Hall de The New York Times como un vehículo estrella para Marlene Dietrich: "La señorita Dietrich hace una actuación impresionante. Es lenguaraz pero audaz como Lily".  Otros personajes también son destacados, "la actuación de Clive Brooks también es notable...", "... Warner Oland está excelente, ya que el Mr. Chang y Anna May Wong aprovechan al máximo el papel de la valiente chica china. Eugene Pallette sirve espléndidamente como Sam Salt".
Jonathan Spence, al escribir acerca de la utilidad de la película como parte de la historia, dice que los eventos reales del Incidente Lincheng de 1923 fueron mucho más dramáticos, pero dice que, sin embargo, es "una película maravillosa, con grandes actuaciones de Dietrich: "se necesitó más de un hombre para cambiar mi nombre a Shanghái Lily"".  
La crítica de Senses of Cinema, dice "alboroto por exceso de ejercicio en todas las áreas; los elementos visuales son abrumadores y suntuosos; los trajes son vistosos y extravagantes; crean una gran cantidad de tejidos, luces y espacios; capturado en la cinematografía en blanco y negro más deliciosa que uno puede encontrar en cualquier lugar". Discute el interés de la película en las cuestiones de raza y colonialismo y señala la "peculiar bifurcación" de la visión de la película sobre la raza; la mayoría de los personajes "blancos" respetables en la película son vistos como imperfectos y racistas. Solo Dietrich, Wong y, en cierta medida, "Doc" Harvey, tienen algún "valor moral real". Llama a la película "sorprendentemente feminista", con Dietrich siendo una "presencia fuerte y dominante" y el personaje de Wong su igual.    
El expreso de Shanghai es memorable por su estilística cinematografía de claroscuros en blanco y negro. A pesar de que Lee Garmes fue galardonado con el Premio de la Academia a la Mejor Fotografía, según Dietrich, fue Von Sternberg el responsable de la mayor parte del planteamiento visual expresionista. La película es recordada a su vez por el famoso vestido de Shanghai Lily, el cual desató furor entre el público del momento.

## Premios y honores
| Premio                                                                       | Categoría        | Candidatura                                                 | Palmarés |
| ---------------------------------------------------------------------------- | ---------------- | ----------------------------------------------------------- | -------- |
| 5os premios de la academia ( Academia de Artes y Ciencias Cinematográficas ) | Mejor película   | Shanghai Express El ganador fue Grand Hotel                 |          |
| 5os premios de la academia ( Academia de Artes y Ciencias Cinematográficas ) | Mejor director   | Josef von Sternberg El ganador fue Frank Borzage - Bad Girl |          |
| 5os premios de la academia ( Academia de Artes y Ciencias Cinematográficas ) | Mejor fotografía | Lee Garmes                                                  | Ganadora |

La película está reconocida por el American Film Institute en esta lista: 
- 2005: 100 años de AFI ... 100 citas de película : 
  - Shanghái Lily: "Se necesitó más de un hombre para cambiar mi nombre a Shanghai Lily".  - Nominado[9]

## Galería

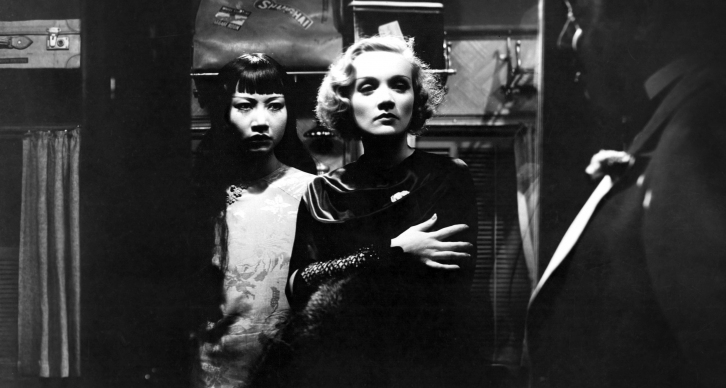
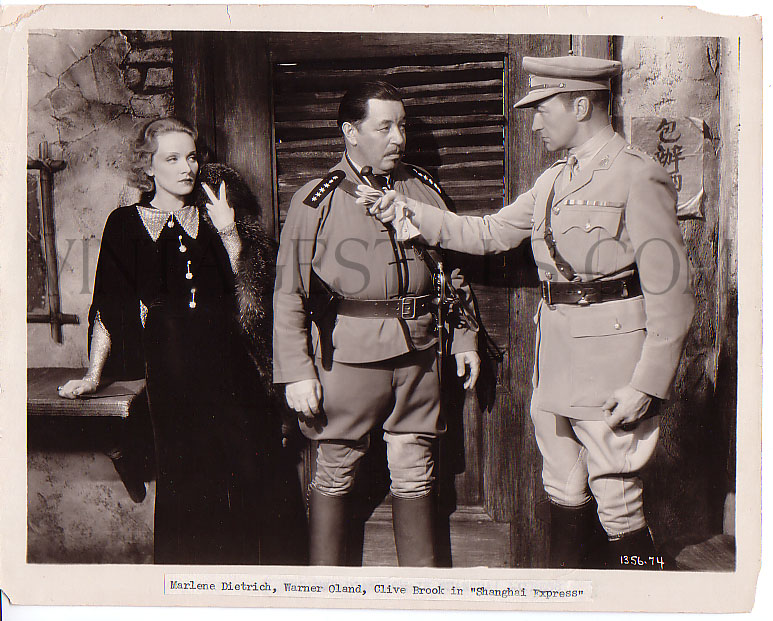
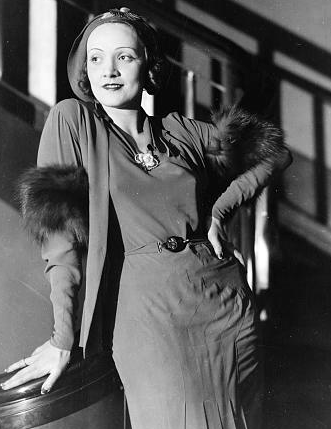